# Préméditation
Pour les articles homonymes, voir Préméditation (homonymie).
En droit pénal, la préméditation est l'intention mûrie et délibérée de commettre une action, surtout mauvaise.

## Droit par pays

### Droit canadien
En droit pénal canadien, le critère de préméditation n'existe que pour le meurtre au premier degré, d'après l'art. 231 (2) C.cr.. La mens rea du meurtre est l'intention spécifique de tuer ou l'intention spécifique de causer des lésions corporelles de nature à causer la mort, mais cela n'équivaut pas nécessairement à une préméditation. En cas de défaut de prouver la préméditation, un accusé peut néanmoins être condamné pour meurtre au deuxième degré.

### Droit français
La préméditation est définie en droit pénal français comme étant le « dessein formé avant l'action, de commettre un crime ou un délit déterminé » 